# Clase Velasco
La clase Velasco la componían ocho cruceros desprotegidos de segunda clase de la Armada Española, que según los estándares de la época, eran en realidad grandes cañoneros desprotegidos. Fueron construidos entre 1881 y 1888 en diversos astilleros, uno inglés y tres españoles. Eran buques diseñados para el servicio colonial en ultramar y de representación diplomática, y no para el combate contra flotas blindadas de potencias de la época.
Dos de estos buques se perdieron en accidentes y tres de ellos fueron hundidos en combate en la guerra hispano-estadounidense de 1898. Uno de estos tres buques sería reflotado y prestó servicio en la Marina de los Estados Unidos. El más longevo, el Infanta Isabel, prestó servicio hasta 1926.

## Diseño
La clase Velasco constaba de dos subclases ligeramente diferentes. Los primeros dos barcos, Velasco y Gravina, construidos por Thames Ironworks & Shipbuilding & Engineering Co. Ltd. en Leamouth, Londres en el Reino Unido, tenían menos cañones pero más pesados y eran un poco más rápidos que los siguientes seis, que fueron construidos en varios astilleros en España. La clase tardó mucho tiempo en completarse, ya que los dos barcos de construcción británica se terminaron en 1881 y el último construido en España no se completó hasta 1889. Los barcos tenían una chimenea bastante alta, un casco de hierro y aparejo de bricbarca. Carecía de blindaje lateral en su casco.
Los cruceros de la clase Velasco generalmente fueron asignados al servicio colonial. Fueron una clase desafortunada, con dos perdidos en el mar y tres más hundidos durante la guerra hispano-estadounidense en 1898. Los tres sobrevivientes duraron hasta principios del siglo XX, y el último, el Infanta Isabel, se desguazó en 1927.

## Historial

### Velasco
El crucero Velasco recibió su nombre en honor a Luis Vicente de Velasco e Isla.
El buque se perdió en Filipinas, aunque no llegó a participar en la batalla de Cavite.

### Gravina
El crucero Gravina recibió su nombre en honor a Federico Gravina, militar y marino español.
Se hundió al tocar un bajío durante un temporal al norte de la Isla de Luzón el 10 de julio de 1884.

### Cristóbal Colón
El crucero Cristóbal Colón recibió su nombre en honor al navegante Cristóbal Colón.
Se hundió cerca de Pinar del Río (Cuba) el 25 de septiembre de 1895.

### Isabel II
El Isabel II recibió su nombre en honor a la reina Isabel II de España.
El 12 de junio de 1898, ante la presencia del crucero auxiliar estadounidense USS Saint Paul bloqueando el puerto de San Juan de Puerto Rico, efectuó una salida junto con el destructor Terror con intención de dar cuenta de él, cuando este último se encontraba a una distancia óptima para el ataque con torpedos. El Terror sufrió un impacto directo de un proyectil de artillería que, aunque no explotó, le provocó una vía de agua, obligándole a retirarse protegido por el fuego de artillería del Isabel II.
El 28 de junio, el Isabel II evitó la total destrucción del vapor Antonio López por el crucero auxiliar USS Yosemite, aunque no pudo evitar que se perdiera mientras intentaban reflotar el vapor, ya que apareció el crucero protegido USS New Orleans. 
Tras la guerra, tenía sus máquinas en tan mal estado que apenas desarrollaba la mitad de su velocidad, por lo que fue dado de baja en 1902.

### Don Antonio de Ulloa
El Antonio de Ulloa recibió su nombre en honor a Antonio de Ulloa, escritor, naturalista y militar.
En la batalla de Cavite le habían desmontado dos de sus piezas de artillería principales con destino a la batería de Corregidor en tierra. Tenía las máquinas averiadas y sin poder navegar fue un blanco fácil durante la batalla, recibiendo 33 impactos directos.

### Don Juan de Austria
El crucero Juan de Austria recibió su nombre en honor a Don Juan de Austria, militar español, hijo natural de Carlos I de España.
Tras ser hundido en la Batalla de Cavite por la Armada estadounidense al recibir 13 impactos, fue reflotado e incorporado a la flota estadounidense como USS Don Juan de Austria, donde prestó servicio hasta 1919.

### Infanta Isabel

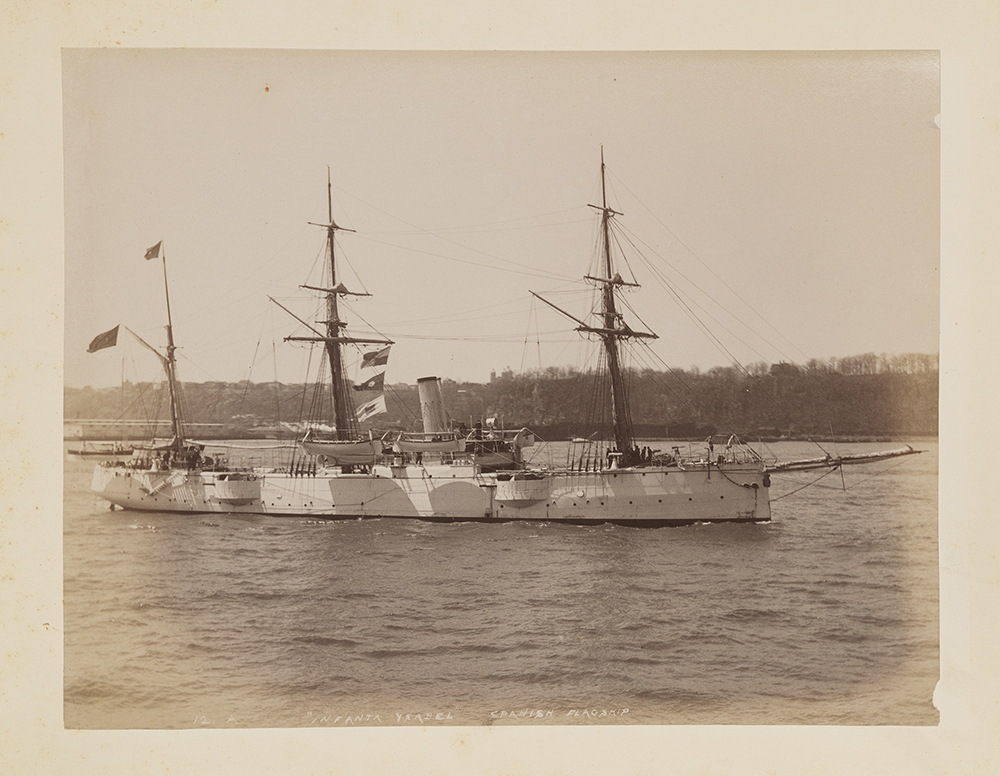
El Infanta Isabel en 1893.

El crucero Infanta Isabel recibió su nombre en honor a la infanta Isabel de Borbón y Borbón, hija de la reina Isabel II.
Fue el primer crucero de casco metálico construido en España. Durante la guerra hispano-estadounidense estuvo destinado en La Habana y regresó a España al finalizar el conflicto.
Fue el buque más longevo de la clase, ya que prestó servicio en la Armada hasta 1926.

### Conde de Venadito
El crucero Conde de Venadito recibió su nombre en honor de Juan Ruiz de Apodaca, político, marino y militar español, primer Conde de Venadito y último Virrey de Nueva España.
Este buque participó activamente durante la llamada guerra de Margallo contra Marruecos en 1893.
Fue el encargado de trasladar los restos de Cristóbal Colón desde La Habana hasta Sevilla, junto con los restos del Capitán de Navío Joaquín Bustamante y Quevedo.
El 23 de abril de 1899 recibió órdenes del capitán general del Ferrol de zarpar con toda urgencia en auxilio del naufragado vapor Zurbarán.
El buque fue dado de baja en 1902 y usado como blanco naval en un ejercicio con fuego real en 1934, en el que participaron el acorazado Jaime I y los cruceros Libertad, Almirante Cervera y Miguel de Cervantes.

## Unidades de la clase
| Nombre               | Astillero                     | Alta AE | Baja AE | Alta US Navy | Baja US Navy | Observaciones                                                                               |
| -------------------- | ----------------------------- | ------- | ------- | ------------ | ------------ | ------------------------------------------------------------------------------------------- |
| Velasco              | Thames Iron Works - Blackwall | 1881    | 1898    | N/A          | N/A          | Perdido en la batalla de Cavite el 1 de mayo de 1898                                        |
| Gravina              | Thames Iron Works - Blackwall | 1881    | 1884    | N/A          | N/A          | hundido por un temporal el 10 de julio de 1884                                              |
| Infanta Isabel       | La Carraca – Cádiz            | 1885    | 1926    | N/A          | N/A          | desguazado                                                                                  |
| Don Antonio de Ulloa | La Carraca - Cádiz            | 1886    | 1898    | N/A          | N/A          | Perdido en la batalla de Cavite el 1 de mayo de 1898                                        |
| Isabel II            | Ferrol                        | 1887    | 1902    | N/A          | N/A          | desguazado                                                                                  |
| Cristóbal Colón      | La Carraca – Cádiz            | 1889    | 1895    | N/A          | N/A          | hundido debido a un accidente el 25 de septiembre de 1895                                   |
| Don Juan de Austria  | Cartagena                     | 1887    | 1898    | 1900         | 1919         | Perdido en la batalla de Cavite el 1 de mayo de 1898 reflotado por la Armada estadounidense |
| Conde de Venadito    | Cartagena                     | 1888    | 1902    | N/A          | N/A          | Hundido como barco objetivo en ejercicio con fuego real en 1936                             |